# Bjørnafjord (fiord)
Bjørnafjorden este un fiord situat în Vestland, partea de vest a Norvegiei, cu adâncimea maximă de 600 m.